# Monte Posets
Il Monte Posets (3.375 m s.l.m.) è la seconda vetta, in ordine di altezza, dei Pirenei.

## Geografia

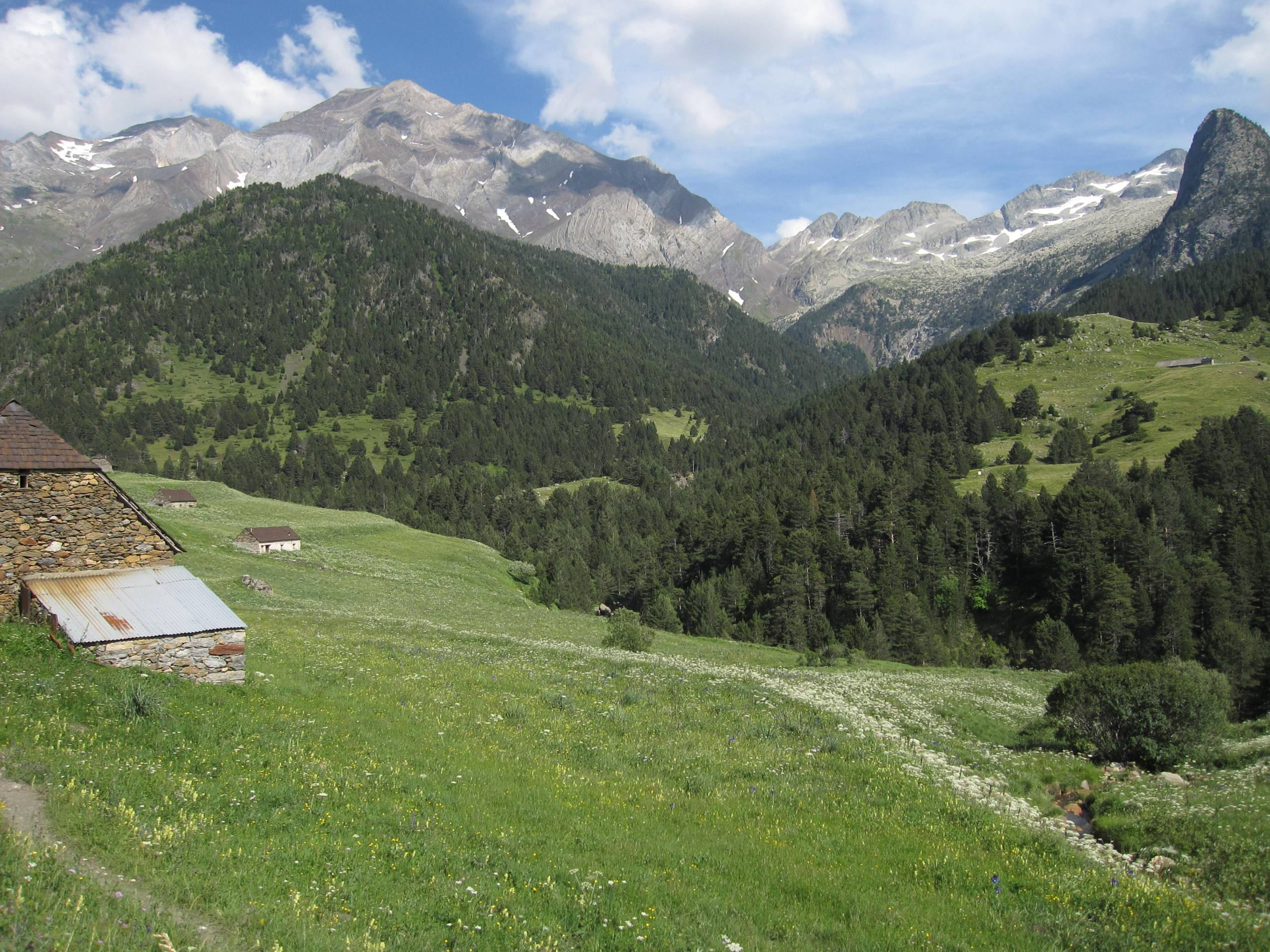
Monte Posets.

È situato sul versante spagnolo dei Pirenei e si trova ad ugual distanza dai comuni di Benasque e di San Juan de Plan nella provincia di Huesca (comunità autonoma dell'Aragona).

## Accesso
L'accesso alla vetta avviene generalmente attraverso la via reale. Il punto di partenza può essere il ponte d'Espiantosa (1.505 m) nella vallata di Benasque e si passa per il rifugio Angel Orus (2.095 m).